# Serradium sbordonii
Serradium sbordonii är en mångfotingart som beskrevs av Pius Strasser 1976. Serradium sbordonii ingår i släktet Serradium och familjen plattdubbelfotingar. Inga underarter finns listade i Catalogue of Life.